# Иван Кършовски
Вижте пояснителната страница за други личности с името Кършовски.
Иван Попхристов Кършовски е български национал-революционер, книжовник, общественик и журналист.

## Биография
Иван Кършовски е роден в град Елена през 1839 г. Той е най-възрастният син в семейството на свещеника Христо Иванов Кършовски, който има пет сина ― Иван, Сава, Кръстьо, Йордан, Антон и две дъщери ― Андоничка и Мария.
За баща му ― Христо Кършовски се знае, че на 31 години става свещеник, а впоследствие е учител в Елена и Котел, участвал е във Велчовата завера, притежавал е една от най-богатите лични библиотеки в Елена.
Учи в Елена и Свищов. Работи като учител в Елена, Елхово, Хаджиоглу Пазарджик. По време на Кримската война (1853 – 1856 г.) Георги Раковски няколко пъти посещава дома на поп Христо Кършовски в Елена.
Участва в Първата българска легия (1862). Ранен при сблъсък с турците. при бомбардирането на Белград. Между 1864 и 1867 г. е учител в с. Хърсово, Кеманларско. Участва в четата на Панайот Хитов и е неин писар (1867). Участва и във Втората българска легия (1867 – 1868).
След кратък престой в Одеса се установява в Румъния и е учител в Гюргево (1868- 1869) и Плоещ (1871 – 1878).
Той е съосновател на БРЦК през 1869 г. и близък съратник на Васил Левски. Действа във ВРО с псевдонима Узун Муратоглу. Кореспондира с Христо Ботев и изпращал стихотворения за публикуване в Ботевите вестници.
Именно в писмото си до него от 20 юни 1871 г. Васил Левски написва знаменитите думи:
“За отечеството работим, байо, кажи ми моите и аз твоите кривици, па да се поправиме и все [на]едно да вървим, ако ще бъдем хора”.
Изключително ерудирана личност и истински полиглот. Владее 7 чужди езика: турски, гръцки, руски, сръбски, румънски, немски, френски и да прави преводи. Неговата изключителна начетеност и ерудиция го поставя сред учредителите на Българското книжовно дружество, поставило основите на днешната Българска академия на науките. Редактира и издава на румънски език вестниците „Вултурул“ („Орел“) (1876) и „Индепенденца национала“ („Национална независимост“) (1877).
След Освобождението от османско владичество е съдия, адвокат. Член на Либералната партия. Участва в Учредителното събрание и Първо велико народно събрание (секретар на бюрото на Народното събрание).
От 1881 г. живее със семейството си в София, където е адвокат и се занимава с журналистика. Редактор е на вестниците „Струма“ (1889), „Вардар“ (1889 – 1891), „Юнак“ (1898 – 1900), заедно с Иван Бобевски. Същевременно сътрудничи на българския и румънския периодичен печат. Издава книгите: „Нова българска Света гора. Бузлуджа“ (1898), „Неразбранщина“ (1899), „Румъно-българско скарвание и истинските му причини“ (кн. 1 – 3, 1900). Умира в София на 1 март 1914 г.

## Родство
Сава Кършовски е председател на Еленския частен революционния комитет на ВРО. Кръстьо Кършовски участва в четата на Панайот Хитов (1867). Йордан Кършовски е четник в Ботевата чета и оставя записки от нейния поход. Най-малкият брат Антон завършва военно училище в Румъния и участва в Сръбско-българската война (1885). Сестра му Андоничка е женена за Васил Иванов Узунов от с. Беброво, книгопродавец, самоличността на когото Васил Левски използва за преминаването си през Русе на 27 август 1869 г.
По време на емиграцията във Влашко се жени за румънката Мандика Димитреску, която ражда шест деца: Борис, Крум, Боян, Александър, Райна и Анка. Сред неговите потомци също има известни имена. Неговият внук Преслав Кършовски, син на най-големия му син Борис е известен живописец и график, основател и дългогодишен секретар е на Съюза на дружествата на художниците в България. Неговата праправнучка е вторият български еврокомисар Кристалина Георгиева, потомка на най-малката му дъщеря Анка и журналистката Даниела Кънева потомка на синът му Крум.